# Anastatus tenuipes
Anastatus tenuipes är en stekelart som beskrevs av Bolivar y Pieltain 1925. Anastatus tenuipes ingår i släktet Anastatus och familjen hoppglanssteklar. Inga underarter finns listade i Catalogue of Life.